# Crambus kazukaiensis
Crambus kazukaiensis là một loài bướm đêm trong họ Crambidae.